# Lumière y compañía
El proyecto Lumière y Compañía fue una iniciativa de Sarah Moon quien en 1995, para conmemorar los 100 primeros años de cine, reunió a cuarenta renombrados directores de cine de todo el mundo para que realizaran cada uno un cortometraje de 52 segundos de duración, con la cámara y la emulsión originales que usaron los hermanos Lumière en 1895, dándole a los directores completa libertad creativa pero señalándoles unas cuantas restricciones técnicas, tales como usar solo luz natural, sin sonido directo, determinado número de tomas, etc.

## Directores participantes
Participaron en el desafío los siguientes directores: 
- Merzak Allouache
- Theo Angelopoulos
- Vicente Aranda
- Gabriel Axel
- John Boorman
- Youssef Chahine
- Alain Corneau
- Costa-Gavras
- Raymond Depardon
- Jaco van Dormael
- Francis Girod
- Peter Greenaway
- Lasse Hallström
- Michael Haneke
- Hugh Hudson
- James Ivory
- Gaston Kaboré
- Abbas Kiarostami
- Cédric Klapisch
- Andrei Konchalovsky
- Spike Lee
- Claude Lelouch
- Louis Lumière
- David Lynch
- Ismail Merchant
- Claude Miller
- Sarah Moon
- Idrissa Ouedraogo
- Arthur Penn
- Lucian Pintilie
- Jacques Rivette
- Helma Sanders-Brahms
- Jerry Schatzberg
- Nadine Trintignant
- Fernando Trueba
- Liv Ullmann
- Régis Wargnier
- Wim Wenders
- Yoshishige Yoshida
- Zhang Yimou